# وكالة الأنباء الصومالية
وكالة الأنباء الوطنية الصومالية سونا (بالإنجليزية: Somali National news Agency)‏ وكالة الأنباء الصومالية الرسمية التابعة لوزارة الإعلام والثقافة والسياحة تأسست عام 1964 وتبث باللغات الصومالية والعربية والإنجليزية.

## خلفية تاريخية
تأسست وكالة الأنباء الوطنية الصومالية عام 1964، وتوقفت أعمالها بسبب الحرب الأهلية التي اندلعت عام 1991، وأعيد تدشينها عام 2011 في ظل الحكومة الفيدرالية الانتقالية ويقع مقرها الرئيسي في العاصمة الصومالية مقديشو، وللوكالة عضوية في اتحادات وكالات الأنباء العربية والإفريقية والدولية